# 司馬望
司馬 望（しば ぼう、建安10年（205年）- 泰始7年6月24日（271年8月16日））は、三国時代の魏の武将・政治家。西晋の皇族。字は子初。諡号は成王。司馬孚の次男。伯父は司馬朗（養父）・司馬懿。従弟は司馬師・司馬昭ら。

## 生涯
家を出て伯父の司馬朗の後継となり、性質は温厚で父の面影があった。郡の上計吏に仕え、孝廉に推挙され、司徒掾に招聘され、さらに平陽太守・洛陽典農中郎将を歴任した。
嘉平3年（251年）、司馬懿に従って王淩を討伐（王淩の乱）。これを降伏させた功により、永安亭侯に封じられた。さらに護軍将軍に遷り、安楽郷侯に改封され、散騎常侍を加官された。
魏帝曹髦（高貴郷公）の代になると彼にその才能を愛され、幾度も宮中に呼ばれて文学議論の相手を務めた。司馬望は宮廷外の官にあったため、迅速に参内できるよう特別に追鋒車（快速馬車）を支給された。
一方、その頃の朝廷では従弟の司馬師と司馬昭兄弟が政治の実権を握り、簒奪へと地歩を固めていた。司馬望は曹髦に重用されていたことに不安を感じていたため、地方への転出を考えた。正元2年（255年）頃に持節・都督雍涼二州諸軍事・征西将軍を拝命し、蜀漢を迎え撃つことになった。魏は蜀漢の姜維の侵攻に悩まされていたが、司馬望が赴任するや付け入る隙を与えなくなった。甘露3年（258年）、諸葛誕の反乱に呼応した姜維の侵攻を、大将として鄧艾とともに防いだ。地方に在任すること8年、その統治は高く評価された。
衛将軍・中領軍を経て、咸熙元年（264年）に開府・驃騎将軍となり、さらに咸熙2年（265年）9月には司徒に昇進した。同年12月、従甥の司馬炎が禅譲を受けると義陽王に封じられ、1万戸の領地を与えられた。
泰始3年（267年）、太尉に遷った。泰始4年（268年）、呉の施績が江夏に侵入すると、仮節・大都督を拝命し龍陂に駐屯。呉軍は荊州刺史の胡烈が撃退した。さらに呉の丁奉の芍陂侵攻にも対応したのち、大司馬に転じた。
泰始7年（271年）、呉の皇帝孫晧が寿春に向かう騒動があったため、司馬望は中軍2万・騎兵3千を率いてこれに備えたが、孫晧が撤退したため帰国した。同年6月、実父の司馬孚に1年先立ち亡くなった。齢67。倹約家で、その死後に溢れるほどの財産を貯めていたことがわかり、輿論の謗りを受けた。
長男の司馬弈は司馬望より先に亡くなっていたため、司馬弈の子の司馬奇が跡を継いだ。司馬奇は品行が悪く、太康9年（288年）には司馬洪（司馬望の次男）の子の司馬威がこれに替わった。しかし永寧元年（301年）に司馬威が誅殺されると、再び司馬奇が司馬望の後継に立てられた。

## 宗室

### 子
- 世子 司馬弈
- 河間平王 司馬洪（字は孔業）
- 随穆王 司馬整（字は孔修）
- 竟陵殤王 司馬楙（字は孔偉）